# ピエトロ・パオロ・ビルディス
ピエトロ・パオロ・ビルディス（Pietro Paolo Virdis、1957年6月26日 - ）は、イタリア出身の元サッカー選手、指導者。ポジションはFW。セリエAの舞台で、通算100得点以上を決めながら、イタリア代表経験が1度も無い、唯一の選手である。

## 選手歴
当時セリエBのカリアリ・カルチョで頭角を現し、1977年にユヴェントスFCへ移籍、1980-81シーズンに1度、そのカリアリへとレンタルされた。1981-82シーズンにユヴェントスに複帰、年間37試合で12得点と活躍を見せ、2度目のリーグ優勝を果たした。しかし、パオロ・ロッシが新シーズンから複帰するなどの理由から、翌1982-83シーズン、ウディネーゼ・カルチョへと放出された。ウディネーゼでの2シーズン目、ジーコ、フランコ・カウジオとのトリデンテで攻撃陣をリードし、キャリアで初めての二桁得点を決めた。
その後、1984-85シーズンから、ACミランに5期在籍し、186試合76ゴール29アシストの通算成績で、同クラブの殿堂入りをしている。1984年にニルス・リードホルム監督が獲得を希望し、ミランへ移籍した。1984-85シーズン、公式戦トータルで40試合で13ゴールを挙げた。1985-86シーズンは、公式戦43試合に出場し、16得点。1986–87シーズンには、17得点をあげてイタリアリーグの得点王となった。このシーズンの、1987年5月3日のASローマ戦でハットトリックを決めた。
1987-88シーズン、マルコ・ファン・バステンが怪我で離脱する中、FWの軸として11ゴールを決め、リーグ優勝に貢献した。1988-89シーズンには、リーグ戦で3期連続の二桁得点を決めた。チャンピオンズリーグの前身であるチャンピオンズカップでは6試合で3得点を決め、優勝に大きな貢献をした。
その後、セリエAのレッチェで2シーズンプレーし、引退した。
多くのゴールを決めながらも、イタリアフル代表に召集されたことはないが、イタリアU-21、イタリア五輪代表としてプレー、1988年のソウル五輪で3得点を決めるなど、五輪代表では、通算15試合で10得点。